# 白雪姫と七人のこびと
- ディズニーパーク > 東京ディズニーリゾート > 東京ディズニーランド

- - ファンタジーランド > 白雪姫と七人のこびと

- - 東京ディズニーランドのアトラクションの一覧 > 白雪姫と七人のこびと

白雪姫と七人のこびと（Snow White's Adventures）あるいは、白雪姫の願い（Snow White's Enchanted Wish）は、世界のディズニーパークにあるアトラクション。

## このアトラクションが存在するパーク
- ディズニーランド（ディズニーランド・リゾート）
- 東京ディズニーランド（東京ディズニーリゾート）
- ディズニーランド・パーク（ディズニーランド・パリ）

## このアトラクションが存在したパーク
- マジック・キングダム（ウォルト・ディズニー・ワールド・リゾート）

## 概要
白雪姫と七人のこびと（Snow White's Adventures）あるいは、白雪姫の願い（Snow White's Enchanted Wish）は、ディズニー映画『白雪姫』をモチーフにしたライド型アトラクション。こびとのベッド型のトロッコのライドに乗って同作の物語をたどる。東京ディズニーランドの物のみ、アトラクションの英名に「Scary」の言葉が入っておらず、和名も他と異なっていた（ただしパリの物のフランス語名称は、和名と同義である）が、ディズニーランド版も名前が白雪姫の願い（Snow White's Enchanted Wish）へと変更されたため一掃された。
アナハイムのディズニーランドのオープンと共にオープンしたアトラクションの1つである。当初のバージョンは、「ゲスト自身が主人公になった気分になる」ことをコンセプトに創られていた。つまり、ゲスト自身が白雪姫であるため、白雪姫が全く登場しなかった。しかし、このコンセプトはほとんどのゲストに理解されず、「なぜ白雪姫が出てこないのか？」という疑問を持つゲストが多かった。そこで、1983年のファンタジーランド全体の大改修の際に、白雪姫が出てくるように変更された。ただし、白雪姫の視点で物語を体験するという基本構造に変化は無い。これは、他のパークのものにも引き継がれている。
オリジナルの「Snow White's Scary Adventures（白雪姫の恐ろしい冒険）」というアトラクション名称からも分かるように、どのパークのものも内部は暗く、魔女や城塞、洞窟、暗い森などを中心とした怖くて不気味な内容となっているが、アトラクションの始まり方と終わり方はパークごとに微妙に異なっている。

トロッコ型のライドは、映画の中でこびと達が休むベッドをイメージしており、それぞれ7人のこびと（ドワーフ）の名前が彫られている。映画における各こびとの性格などについては白雪姫 (1937年の映画)を参照のこと。
- ドック（先生、Doc）
- グランピー（おこりんぼ、Grumpy）
- スニージー（くしゃみ、Sneezy）
- スリーピー（ねぼすけ、Sleepy）
- バッシュフル（てれすけ、Bashful）
- ハッピー（ごきげん、Happy）
- ドーピー（おとぼけ、Dopey）

## 各施設紹介

### ディズニーランド
| 白雪姫の願い Snow White's Enchanted Wish | 白雪姫の願い Snow White's Enchanted Wish | 白雪姫の願い Snow White's Enchanted Wish          | 白雪姫の願い Snow White's Enchanted Wish          |
| ---------------------------------------- | ---------------------------------------- | ------------------------------------------------- | ------------------------------------------------- |
| オープン日                               | オープン日                               | 1955年7月17日（ディズニーランドと同時にオープン） | 1955年7月17日（ディズニーランドと同時にオープン） |
| スポンサー                               | スポンサー                               | なし                                              | なし                                              |
| 所要時間                                 | 所要時間                                 | 約1分51秒                                         | 約1分51秒                                         |
| 定員                                     | 定員                                     | 4名/1台                                           | 4名/1台                                           |
| 利用制限                                 |                                          | なし                                              | なし                                              |
| ファストパス                             | ファストパス                             |                                                   | 対象外                                            |
| シングルライダー                         | シングルライダー                         |                                                   | 対象外                                            |

白雪姫の願い（Snow White's Enchanted Wish）は、ディズニー映画『白雪姫』をモチーフにしたライド型アトラクション。鉱山鉄道を走るこびとのベッド型ライドに乗って同作の物語をたどる。各ライドにはこびとの名前がついている。白雪姫の視点を体験する設定で、お化け屋敷のような雰囲気を持つ内容になっている。当初は白雪姫が全く出てこなかったが、1983年の改修で白雪姫が登場するようになった。ただし、白雪姫の視点で作られているというライドの基本構造に変わりはない。なお、フロリダ版、東京版とは順序が異なる。
再現されているのは物語の途中（毒入りのリンゴを食べさせようとするところ）までで、出口のところに、巨大な絵本があり、そこで「王子と白雪姫はその後幸せに暮らしました」という説明がなされている。
元々のアトラクション名は白雪姫の恐ろしい冒険（Snow White's Scary Adventures）であったが、2021年のリニューアルに伴いタイトルを白雪姫の願い（Snow White's Enchanted Wish）に変更。エンディングもハッピーエンドになるようになっている。

### マジック・キングダム
| 白雪姫の恐ろしい冒険 Snow White's Scary Adventures | 白雪姫の恐ろしい冒険 Snow White's Scary Adventures | 白雪姫の恐ろしい冒険 Snow White's Scary Adventures    | 白雪姫の恐ろしい冒険 Snow White's Scary Adventures    |
| -------------------------------------------------- | -------------------------------------------------- | ----------------------------------------------------- | ----------------------------------------------------- |
| オープン日                                         | オープン日                                         | 1971年10月1日（マジック・キングダムと同時にオープン） | 1971年10月1日（マジック・キングダムと同時にオープン） |
| クローズ日                                         | クローズ日                                         | 2012年5月31日                                         | 2012年5月31日                                         |
| スポンサー                                         | スポンサー                                         | なし                                                  | なし                                                  |
| 所要時間                                           | 所要時間                                           | 約2分50秒                                             | 約2分50秒                                             |
| 定員                                               | 定員                                               | 6名/1台                                               | 6名/1台                                               |
| 利用制限                                           |                                                    | なし                                                  | なし                                                  |
| ファストパス                                       | ファストパス                                       |                                                       | 対象外                                                |
| シングルライダー                                   | シングルライダー                                   |                                                       | 対象外                                                |

白雪姫の恐ろしい冒険（Snow White's Scary Adventures）は、ディズニー映画『白雪姫』をモチーフにしたライド型アトラクション。鉱山鉄道を走るこびとのベッド型ライドに乗って同作の物語をたどる。各ライドにはこびとの名前がついている。白雪姫の視点を体験する設定で、お化け屋敷のような雰囲気を持つ内容になっている。
当初は現在の東京版とほぼ同内容のもので（こびとの家で白雪姫が登場せず、魔女が登場する、アトラクションの最後が洞窟の中で魔女に宝石を落とされて終わるといった細かな違いはある）白雪姫は登場せず、物語も最後まで描かれていなかったが、1994年のリニューアルでアトラクションの最初と最後に白雪姫が付け加えられ、王子様が白雪姫にキスをして救うハッピーエンドのシーンもきちんと再現されるようになった。
また、その改修の際に定員が4名から現在の6名に変更された。
2012年5月31日、プリンセスのフェアリーテイル・ホールの開設に伴いクローズ。

### 東京ディズニーランド
| 白雪姫と七人のこびと Snow White's Adventures | 白雪姫と七人のこびと Snow White's Adventures | 白雪姫と七人のこびと Snow White's Adventures         | 白雪姫と七人のこびと Snow White's Adventures         |
| -------------------------------------------- | -------------------------------------------- | ---------------------------------------------------- | ---------------------------------------------------- |
| オープン日                                   | オープン日                                   | 1983年4月15日 (東京ディズニーランドと同時にオープン) | 1983年4月15日 (東京ディズニーランドと同時にオープン) |
| スポンサー                                   | スポンサー                                   | なし                                                 | なし                                                 |
| 所要時間                                     | 所要時間                                     | 約2分30秒                                            | 約2分30秒                                            |
| 定員                                         | 定員                                         | 4名/1台                                              | 4名/1台                                              |
| 利用制限                                     |                                              | なし                                                 | なし                                                 |
| ファストパス                                 | ファストパス                                 |                                                      | 対象外                                               |
| シングルライダー                             | シングルライダー                             |                                                      | 対象外                                               |

白雪姫と七人のこびと（Snow White's Adventures）は、ディズニー初の長編映画『白雪姫』をモチーフにしたライド型アトラクション。鉱山鉄道を走るこびとのベッド型トロッコに乗って同作の物語をたどる。白雪姫の視点を体験する設定とお化け屋敷のような雰囲気は他のパークと共通しているが、このパークのみ明確なハッピーエンドを示す明るい演出が一切存在せず、雷雨の中、小人たちに追い詰められた魔女が高笑いしながら小人たちに岩を落とそうとするシーンで終わってしまうという、後味の悪いものになっている。また、他のパークに比べて魔女が特有の形で頻繁に出てくる上、唯一白雪姫が登場する小人の家以外のシーンではBGMと言えるものが一切ないなどと不気味な表現や演出を重視した結果、他のパークと全く異なり、一層恐怖を彷彿させる演出となっている。
これはもともとこのパークにおけるこのアトラクションがオープンする際に「お化け屋敷」の位置づけで直接導入されたという経緯があるためだが、アナハイムとマジック・キングダム版にあるアトラクション名称の原題にあった「Scary（恐ろしい）」という単語が入っておらず、日本語版の名称も原作アニメの原題の直訳となっているため、内容が明確に伝わりにくくなっている（一応、『怖い魔女が登場します 小さいお子様はご注意ください』と乗り場までの道のりにその注意書きが描かれた看板がある）。
乗車前のアナウンスは日本語版をドック（先生）が、英語版をグランピー（おこりんぼ）が担当している。

### ディズニーランド・パリ
| 白雪姫と七人のこびと Blanche-Neige et les Sept Nains | 白雪姫と七人のこびと Blanche-Neige et les Sept Nains | 白雪姫と七人のこびと Blanche-Neige et les Sept Nains              | 白雪姫と七人のこびと Blanche-Neige et les Sept Nains              |
| ---------------------------------------------------- | ---------------------------------------------------- | ----------------------------------------------------------------- | ----------------------------------------------------------------- |
| オープン日                                           | オープン日                                           | 1992年4月12日（ユーロ・ディズニーランド（当時）と同時にオープン） | 1992年4月12日（ユーロ・ディズニーランド（当時）と同時にオープン） |
| スポンサー                                           | スポンサー                                           | なし                                                              | なし                                                              |
| 所要時間                                             | 所要時間                                             | 約2分                                                             | 約2分                                                             |
| 定員                                                 | 定員                                                 | 6名/1台                                                           | 6名/1台                                                           |
| 利用制限                                             |                                                      | なし                                                              | なし                                                              |
| ファストパス                                         | ファストパス                                         |                                                                   | 対象外                                                            |
| シングルライダー                                     | シングルライダー                                     |                                                                   | 対象外                                                            |

白雪姫と七人のこびと（Blanche-Neige et les Sept Nains）は、ディズニー映画『白雪姫』をモチーフにしたライド型アトラクション。鉱山鉄道を走るこびとのベッド型ライドに乗って同作の物語をたどる。各ライドにはこびとの名前がついている。白雪姫の視点を体験する設定で、お化け屋敷のような雰囲気を持つ内容になっている。
東京ディズニーランドにある同名のアトラクションとほぼ同内容のアトラクションだが、東京ディズニーランドのものが物語の途中（小人たちの頭上に大岩が落とされそうになるシーン）までしか再現されていないのに対して、ディズニーランド・パリのものは、マジック・キングダムと同様に、王子様によって助けられる物語の最後までが再現されている。なお、1983年リニューアル後のディズニーランド版と同じものであるため、フロリダ版、東京版とは順序が異なる。